# Gisele Bündchen

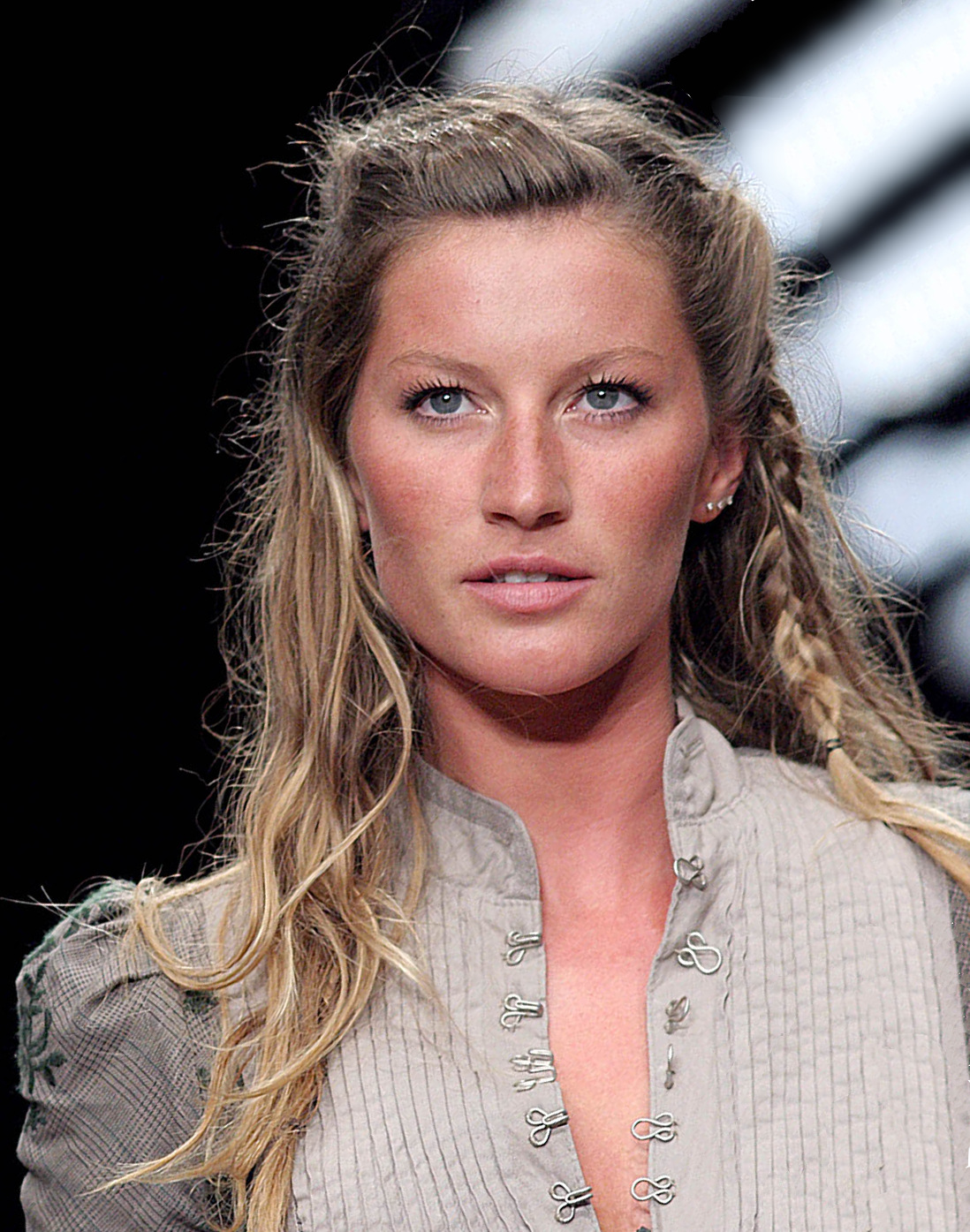
Gisele Bündchen, 2006

Gisele Caroline Bündchen (Portugiesisch [ʒiˈzɛli ˈbĩtʃẽ]; anhörenⓘ; * 20. Juli 1980 in Horizontina, Rio Grande do Sul) ist ein brasilianisches Model.

## Leben
Bündchen und ihre zweieiige Zwillingsschwester wurden als die mittleren von sechs Töchtern des Universitätsprofessors und Autors Valdir Bündchen und der Bankangestellten Vânia Nonnenmacher († 2024) geboren. Sie entstammt einer deutschbrasilianischen Familie, die seit sechs Generationen in Brasilien lebt. 1993 nahm sie auf Wunsch ihrer Mutter an einem Kurs der Dilson Stein Modeling School teil. Im Mai 1994 nahm sie an einem von der Schule veranstalteten Event in São Paulo teil, bei dem Kandidatinnen von der Agentur Elite begutachtet wurden. Bei einem nachfolgenden Wettbewerb war sie unter den fünf Finalistinnen. Wenige Monate später nahm sie in Paris an dem Nachwuchswettbewerb Elite Model Look teil, dem eine erfolgreiche Karriere folgte. 1997 wurde sie für den Pirelli-Kalender abgelichtet. 1998 kam sie auf elf Coverfotos, 60 Magazin-Shootings, 150 Modenschauen und zehn Werbekampagnen. 1999 gewann sie die Wahl zum Model of the year und hatte damit ihren endgültigen Durchbruch.
Bekannt wurde sie in den USA vor allem durch die Modenschauen und Werbekampagnen der US-amerikanischen Unterwäschemarke Victoria’s Secret. Am 1. Mai 2007 gab Victoria’s Secret das Ende der Zusammenarbeit bekannt, da Bündchen zu hohe Gagen (8,7 Millionen statt wie bisher fünf Millionen Dollar) verlangt habe. Seit März 2011 wirbt sie für die Frühjahrskollektion von H&M.
Von 2000 bis 2005 war Bündchen in einer Beziehung mit dem Schauspieler Leonardo DiCaprio. Seit Dezember 2006 war sie mit dem US-amerikanischen Footballspieler Tom Brady liiert. Sie verlobten sich im Dezember 2008 und heirateten am 26. Februar 2009. Am 8. Dezember 2009 kam ihr gemeinsamer Sohn zur Welt. Im Dezember 2012 wurde ihre Tochter geboren. Von 2007 bis zum März 2020 lebte sie mit ihrem Mann und den Kindern von Juli bis Januar in Boston, den Rest des Jahres in Brentwood (Los Angeles). Seit April 2020 lebt sie mit ihrer Familie in Tampa, Florida. Im Herbst 2022 trennte sich das Paar.
Einen besonderen Auftritt auf dem Laufsteg hatte sie bei der Eröffnungsfeier der olympischen Sommerspiele 2016 im Maracanã-Stadion in Rio de Janeiro.
Bündchen ist 1,80 Meter groß, hat die Maße 86-61-86. Sie war laut Forbes (2010) das bestbezahlte Model der Welt. 2015 führte sie die Forbes-Liste der „World’s Highest Paid Models“ mit Rekordeinnahmen in Höhe von mehr als 44 Millionen Dollar an.
2007 bezeichnete Claudia Schiffer sie als das einzige noch verbliebene Supermodel.

## Film
Im Jahr 2004 drehte Bündchen unter anderem mit Queen Latifah und Jimmy Fallon die Actionkomödie New York Taxi, eine Neuverfilmung von Gérard Pirès’ Taxi, in der sie die Anführerin der von den Hauptfiguren verfolgten Räuberbande verkörperte. 2006 spielte sie eine kleine Nebenrolle in dem Film Der Teufel trägt Prada.

## Trivia
Der amerikanische Wirtschaftswissenschaftler Fred Fuld hatte 2007 einen Aktienindex vorgeschlagen, der die Firmen zusammenfasst, mit denen Bündchen Werbeverträge hat. Ein solcher Bündchenindex hätte den Dow Jones Industrial Average bereits damals um einige Prozentpunkte übertroffen. Der „Bündchenindex“ stieg dann bis 2011 um 41 Prozent, während der Dow Jones im gleichen Zeitraum um vier Prozent fiel.

## Verschiedenes
2021 wurde ihr damaliger Ehemann und Football-Spieler Tom Brady Botschafter für FTX. Im Rahmen dieser Partnerschaft beteiligte sich auch Bündchen am Finanzunternehmen.
Bündchen ist Veganerin.